# Lasiopogon cinereus
Lasiopogon cinereus är en tvåvingeart som beskrevs av Cole 1919. Lasiopogon cinereus ingår i släktet Lasiopogon och familjen rovflugor. Inga underarter finns listade i Catalogue of Life.